# 鋳物
鋳物（いもの）とは、加熱して溶かした金属を型に流し込み、冷えて固まった後、型から取り出して作った（鋳造）金属製品。

## 概説
高温で溶融した液体の金属を、砂、耐火物、金属などで作られた型に流し込み、凝固させて目的の形状を得る加工法を鋳造という。鋳物は複雑な形状のものを一体型で作り出す点が魅力とされる。金属を叩いて気泡を潰したり、結晶を整えたりする鍛造と比べて、鋳造は強度が劣るが、手間がかからない。
鋳物は、材質によって銅鋳物、銑鉄鋳物、ステンレス鋳鋼、アルミニウム鋳物、マグネシウム鋳物、亜鉛鋳物などに分けられる。歴史的には、銅合金から鋳鉄、鋼（鋳鋼）に変遷し、さらにアルミニウムやマグネシウムの鋳物が登場した。
鋳型造型技術には古代には石型や粘土型が用いられた。木で模型を作り、それをもとに砂で鋳型を造る方法は、18世紀以降のヨーロッパで鉄の溶解技術が進歩するのとともに発達し完成された。
砂を用いる利点として以下が挙げられる。
- 型の成形が容易である
- 熔けた金属が固まる時にガスを放出するが、砂型は砂粒の間に適度な隙間があり、ガスが速やかに放出される。
- 砂の比熱は小さく、また保温性があるので、流し込んだ金属は急冷される事無く、緩やかに冷却されるので良質の鋳物が出来る。なお、金属の比熱への寄与は、格子[4]よりも電子[5]においてより大きい。
- 製品を型から取り出す時には、簡単に型が崩せるので複雑な造形が可能。
- 使用後の砂型は、砕いた後、成分を調整して再利用が出来る。

現代では自動車用部品、携帯電話、パソコンフレームなど工業製品に幅広く利用されている。

## 日本の鋳物
日本に鋳物技術が伝わったのは弥生時代と推測され、銅鐸や銅鏡、銅剣などが出土している。古墳時代や飛鳥時代以降、各種の器や工芸品、仏像などが作られた。
金属製品やその代替品の大量生産・供給が難しかった江戸時代以前には、各地で鋳物づくりが行われた。岩手県の南部鉄器、富山県の高岡銅器などは、その歴史を受け継ぐ伝統工芸である。埼玉県川口市のように、明治時代以降に、近代的な金属工業として鋳物産業が集積した地域もある。
日本では鋳物師（いもじ）という称号があり、「鋳物師」「鋳物師町」といった地名が各地に残る。朝廷から免許を受けた「御鋳物師」の流れを受け継ぐ16事業者が、現在も「御鋳物師会」を組織して1～2年ごとに交流会を開いている。現代に残る鋳物師としては、鎌倉時代に創業した梵鐘製造の小田部鋳造（茨城県桜川市）、戦国時代に岐阜城下で創業したナベヤなどがある。